# رالف خرابکار
رالف خرابکار (به انگلیسی: Wreck-It Ralph) یک فیلم آمریکایی سه بعدی کمدی خانوادگی انیمیشن کامپیوتری است
که در سال ۲۰۱۲ استودیو والت دیزنی آن را ساخته و والت دیزنی پیکچرز آن را منتشر کرده‌است.
این انیمیشن، پنجاه و دومین ساخته انیمیشن سری‌های کلاسیک پویانمایی والت دیزنی است. فیلم توسط ریچ مور کارگردانی شد. وی کارگردانی مجموعه سیمپسون‌ها و فیوچراما را به عهده داشته‌است. فیلم‌نامه آن توسط جنیفر لی و فیل جانسون بر اساس داستانی از مور، جانسون و جیم ریردان نوشته شده‌است. تهیه‌کننده اجرایی آن، جان لستر است. صدای شخصیت‌های فیلم بر عهده جان سی ریلی، سارا سیلورمن، جک مک‌برایر و جین لینچ بود. فیلم، داستان صاحب عنوان بازی gamevillan است، که در مقابل نقش و آرزوی قهرمان شدن مقاومت می‌کند. وی در میان بازی‌ها سفر می‌کند و بالاخره یک تهدید وحشتناک که کل بازی تحت تأثیر قرار می‌دهد را از میان برمی‌دارد، و در اینجاست که رالف ناخواسته آغاز به کار می‌کند.

## تاریخچه
رالف خرابکار، در ۲۹ اکتبر ۲۰۱۲ به نمایش جهانی درآمد و در ۲ نوامبر به توزیع عموم رسید. این فیلم در ابتدا با محدودیت و موفقیت تبلیغاتی روبه‌رو بود و نامزد بهترین فیلم پویانمایی در جایزه گلدن گلوب و جایزه اسکار بهترین فیلم پویانمایی بود و برنده جایزه آنی اوارد برای بهترین فیلم پویانمایی شد.
دنبالهٔ این پویانمایی با نام رالف اینترنت را خراب می‌کند در ۲۱ نوامبر ۲۰۱۸ منتشر شد.

## هزینه
هزینه ساخت این انیمیشن، ۱۶۵میلیون دلار بوده است.